# (10357) 1993 SL3
A (10357) 1993 SL3 a Naprendszer kisbolygóövében található aszteroida. Henry Holt fedezte fel 1993. szeptember 19-én.

## Kapcsolódó szócikk
- Kisbolygók listája (10001–10500)